# Luxembourg Challenger
Il Luxembourg Challenger è stato un torneo professionistico di tennis giocato su campi in cemento indoor. Faceva parte dell'ATP Challenger Series. Si giocava annualmente a Lussemburgo in Lussemburgo.

## Albo d'oro

### Singolare
| Anno | Campione          | Finalista      | Punteggio     |
| ---- | ----------------- | -------------- | ------------- |
| 2004 | Joachim Johansson | Grégory Carraz | 7–6(3), 7–5   |
| 2005 | Christophe Rochus | George Bastl   | 6–2, 3–6, 6–1 |

### Doppio
| Anno | Campioni                    | Finalisti                        | Punteggio        |
| ---- | --------------------------- | -------------------------------- | ---------------- |
| 2004 | Massimo Bertolini Petr Luxa | Karsten Braasch Michael Kohlmann | 7–6(4), 4–6, 6–3 |
| 2005 | Eric Butorac Chris Drake    | Robert Lindstedt Rogier Wassen   | 4–6, 6–3, 6–4    |